# 基菲里清真寺
基菲里清真寺（土耳其語：Kefeli Câmîi，意为“卡法人清真寺”，得名于克里米亚的卡法城）是土耳其伊斯坦布尔一座原基督教教堂改建的清真寺。在历史上它曾属于东正教、罗马天主教和亚美尼亚使徒教会，最后被奥斯曼帝国改为清真寺。
该建筑位于土耳其伊斯坦布尔法蒂赫区Salmatomruk社区，科拉教堂和征服者清真寺（Fethiye）的中间。

## 历史
在君士坦丁堡的历史上，此处曾是一个颇为重要的修道院，坐落在君士坦丁堡第六山的山坡上。皇帝狄奥斐卢斯在位期间（829–842年)，抵御阿拉伯人的将军亚美尼亚的Manuel将住宅改为修道院，靠近阿斯帕蓄水池。Manuel是皇后狄奥多拉的叔叔，皇帝去世后，他协助太后辅佐年仅两岁的幼主米海尔三世，退隐后进入修道院隐修。后来牧首佛提乌和罗曼努斯一世（920–944年在位）都曾重修修道院。皇帝米海尔七世（1071–1078在位）被废黜后也在此隐修。后来，这里曾是供奉圣尼各老的天主教堂。

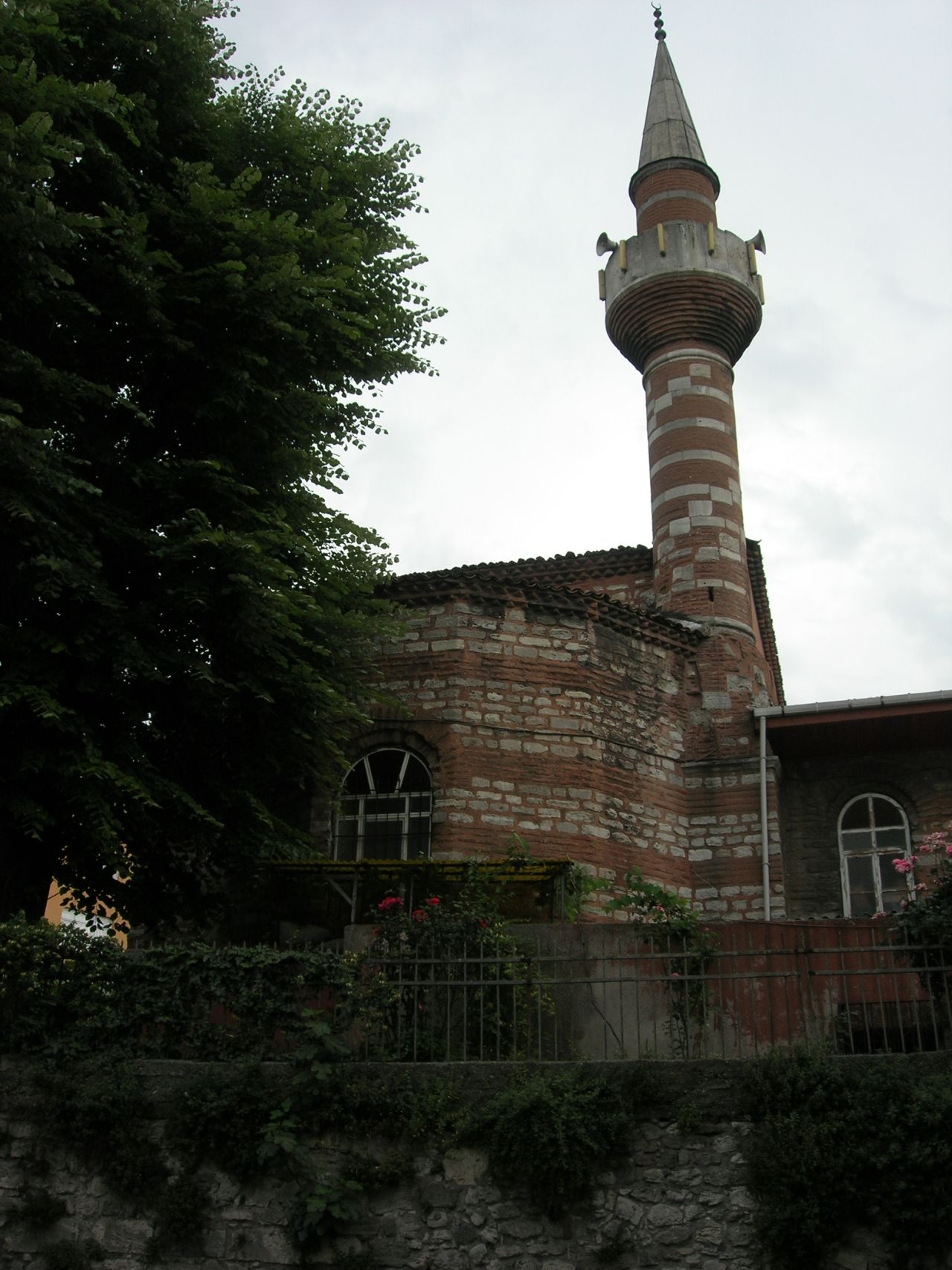